# Frédérique Meunier
Pour les articles homonymes, voir Meunier.
Frédérique Meunier, née le 8 décembre 1960 à Paris, est une femme politique française membre des Républicains et de Soyons Libres. Elle est députée de la deuxième circonscription de la Corrèze depuis juin 2017.

## Biographie

### Formation et carrière professionnelle
Elle est avocate.

### Parcours politique

#### Engagement militant
Frédérique Meunier est, avec Françoise Béziat, la référente départementale du mouvement Soyons libres de Valérie Pécresse. Elle est aussi vice-présidente du mouvement.
Le 14 avril 2021, Frédérique Meunier est élu présidente départementale du parti Les Républicains en Corrèze. À la suite de cela, elle annonce son retrait du mouvement Soyons Libres.
Elle soutient Valérie Pécresse lors du Congrès des Républicains en vue de l'élection présidentielle de 2022.

#### Mandats locaux
Frédérique Meunier s'engage pour la première fois en politique lors des élections cantonales de 1994. Elle se présente dans le canton de Brive-Sud-Ouest sous la bannière de l'UDF. Frédérique Meunier est battue au second tour par le communiste et ancien député Jacques Chaminade.
Elle se présente aux élections municipales de 2008 à Malemort-sur-Corrèze. Bien que sa liste arrive en tête au premier tour, elle est battue au second par la liste de gauche menée par Jean-Jacques Pouyadoux,.
Lors des élections régionales de 2010 en Limousin elle figure dans la liste de la majorité présidentielle menée par Raymond Archer (UMP) et devient conseillère régionale.
Frédérique Meunier est candidate dans le canton de Malemort-sur-Corrèze lors des élections cantonales de 2011. Elle est battue au second tour par le conseiller général PS sortant, Robert Penalva. 
Elle présente sa candidature pour la mairie de Malemort-sur-Corrèze pour les élections municipales de 2014. Sa liste l'emporte au second tour avec 51,7 % des suffrages exprimés face à la liste de gauche, menée par le maire sortant Jean-Jacques Pouyadoux. Frédérique Meunier est élue maire par le conseil municipal le 5 avril 2014. Peu après, elle devient aussi 1re vice-présidente de la communauté d'agglomération du Bassin de Brive chargée de l'administration communautaire. 
Frédérique Meunier est élue conseillère départementale dans le canton de Malemort-sur-Corrèze lors des élections départementales de 2015, avec Gilbert Rouhaud, maire d'Ussac. Le binôme l'emporte au premier tour avec 60 % des suffrages exprimés, devant le binôme du PS. Le 2 avril 2015, elle devient deuxième vice-présidente du conseil départemental de la Corrèze chargée de l'économie et de l'administration générale. 
En 2016, elle devient maire de la commune nouvelle de Malemort (qui réunit Malemort-sur-Corrèze et Venarsal), en étant élue par le conseil municipal le 7 janvier.
Lors des élections municipales de 2020, elle figure dans la liste menée par Laurent Darthou (UDI) à Malemort, où elle est réélue conseillère municipale.
Candidate à sa réélection avec Laurent Darthou dans le canton de Malemort lors des élections départementales de 2021, le binôme arrive largement en tête au premier tour avec 57,9 % des suffrages exprimés, mais la forte abstention ne leur permet pas d’être directement élu. Au second tour, Frédérique Meunier est réélue conseillère départementale avec 81,7 % des suffrages exprimés face au binôme du Rassemblement national. À la suite de cette élection, elle quitte son poste de conseillère municipale de Malemort afin d'éviter le cumul des mandats.

#### Députée (depuis 2017)

##### XVelégislature
Le 8 septembre 2016, elle annonce sa candidature aux élections législatives de 2017 pour la deuxième circonscription sous l’étiquette Les Républicains dans le cadre de l'alliance entre la droite et le centre. Elle annonce alors quitter l’UDI, dont elle a été la présidente départementale. Après être arrivée en deuxième position au premier tour, elle est élue sur le fil, avec 25 voix d'avance au second tour avec 18 874 voix soit 50,03 % des suffrages exprimés contre 18 849 voix pour la candidate de La République en marche et ancienne sénatrice de Corrèze Patricia Bordas,,. Un recours est déposé contre son élection du fait de la supposée présence du sous-préfet sur un tract mais ce recours est rejeté par le Conseil constitutionnel. Elle démissionne de son poste de maire de Malemort en raison de la loi sur le cumul des mandats mais reste cependant conseillère municipale. Elle est remplacée par son premier adjoint Jean-Paul Avril. Elle quitte aussi ses fonctions au sein du conseil départemental ; elle est remplacée dans son canton par Florence Duclos.

##### XVIelégislature
Le 16 février 2022, Frédérique Meunier est investie par le parti des Républicains pour les élections législatives. Elle est réélue députée lors du second tour, avec 58,4 % des suffrages exprimés, face à Chloé Herzhaft, candidate de la Nouvelle Union populaire écologique et sociale.
À la suite de la dissolution de l'Assemblée nationale le 9 juin 2024, elle est de nouveau candidate aux législatives.

## Détail des mandats et fonctions
- Conseillère départementale de la Corrèze, élue dans le canton de Malemort (2015-2017, depuis 2021).
- Député française, élue dans la 2e circonscription de la Corrèze (depuis 2017)
- Deuxième vice-présidente du conseil départemental de la Corrèze (2015-2017).
- Première vice-présidente de la CA du Bassin de Brive (2014-2020).
- Conseillère communautaire de la CA du Bassin de Brive (depuis 2014).
- Maire de Malemort (2014-2017).
- Conseillère régionale du Limousin (2010-2015).
- Conseillère municipale de Malemort (2008-2021).

## Résultats électoraux

### Élections législatives
| Année | Parti  | Parti | Circonscription  | 1er tour | 1er tour | 1er tour | 2d tour | 2d tour | 2d tour | Issue |
| Année | Parti  | Parti | Circonscription  | Voix     | %        | Rang     | Voix    | %       | Rang    | Issue |
| ----- | ------ | ----- | ---------------- | -------- | -------- | -------- | ------- | ------- | ------- | ----- |
| 2017  |        | LR    | 2e de la Corrèze | 10 611   | 21,8     | 2e       | 18 874  | 50      | 1re     | Élue  |
| 2022  | 11 262 | LR    | 2e de la Corrèze | 23,3     | 1re      | 25 881   | 58,4    | 1re     | Élue    |       |
| 2024  | 22 456 | LR    | 2e de la Corrèze | 35,04    | 2e       |          |         |         |         |       |

### Élections cantonales et départementales
| Année | Parti | Parti | Canton                    | 1er tour | 1er tour | 1er tour | 2d tour | 2d tour | 2d tour | Issue  |
| Année | Parti | Parti | Canton                    | Voix     | %        | Rang     | Voix    | %       | Rang    | Issue  |
| ----- | ----- | ----- | ------------------------- | -------- | -------- | -------- | ------- | ------- | ------- | ------ |
| 1994  |       | UDF   | Canton de Brive-Sud-Ouest | 1 584    | 34,9     | 1re      | 1 940   | 43,3    | 2e      | Battue |
| 2011  |       | UMP   | Canton de Malemort        | 1 592    | 30,4     | 2e       | 2 070   | 37,8    | 2e      | Battue |
| 2015  |       | UDI   | Canton de Malemort        | 3 324    | 60       | 1re      |         |         |         | Élue   |
| 2021  |       | LR    | Canton de Malemort        | 2 429    | 57,9     | 1re      | 3 334   | 81,7    | 1re     | Élue   |

### Élections municipales
| Année | Parti    | Parti | Commune              | Position      | 1er tour | 1er tour | 1er tour | 2d tour | 2d tour | 2d tour | Sièges (CM) |
| Année | Parti    | Parti | Commune              | Position      | Voix     | %        | Rang     | Voix    | %       | Rang    | Sièges (CM) |
| ----- | -------- | ----- | -------------------- | ------------- | -------- | -------- | -------- | ------- | ------- | ------- | ----------- |
| 2008  |          | UDF   | Malemort-sur-Corrèze | Tête de liste | 1 120    | 28,6     | 1re      | 1 595   | 41,1    | 2e      | 6 / 29      |
| 2014  |          | UDI   | Malemort-sur-Corrèze | Tête de liste | 1 646    | 43,6     | 1re      | 2 040   | 51,7    | 1re     | 22 / 29     |
| 2020  | Malemort | UDI   | 2e                   | 1 887         | 67,5     | 1re      |          |         |         | 28 / 33 |             |